# Pelér
Der Pelér ist ein am Gardasee regelmäßig auftretender ablandiger Nordwind.

## Etymologie
Der Name  Pelér stammt aus dem brescianischen Dialekt und leitet sich aus dem lateinischen pilar ab, was schälen oder abziehen bedeutet. An der zur Provinz Verona gehörenden Ostküste wird er als Sóver, am Nordufer in Riva del Garda und Umgebung auch als Vent bezeichnet. Je nach Windstärke ändert sich der Name. Ein sehr starker Pelér wird als Peleràs, ein etwas kräftiger als Peleròt und ein schwacher Pelér als Pelerìn bezeichnet.

## Beschreibung
Der Pelér weht bei stabiler Wetterlage ganzjährig von Nord-Nordost bis Süd-Südwest. Er setzt zwischen 2 und 3 Uhr nachts ein und bläst bis 11 und 12 Uhr vormittags. Im Sommer setzt er bereits gegen Mitternacht ein. In der Regel ist er an der Ostküste wenig ausgeprägt. Bis zum Sonnenaufgang ist er nur im nördlichen und mittleren Seebereich zu spüren, danach macht er sich auch im Süden des Sees bis zur Isola del Garda und der Rocca di Manerba bemerkbar. Gelegentlich erreicht er auch die Halbinsel von Sirmione und weht von dort bis nach Desenzano del Garda. An der Ostseite von Sirmione flaut er dagegen schnell ab, so dass er in Peschiera del Garda nicht mehr wahrgenommen wird. In Salò ist er nur im Winter zu spüren, in Padenghe sul Garda und Maderno nur gelegentlich.
Er erreicht eine Windstärke von bis zu 25 Knoten. Meistens weht er jedoch bis etwa 10 Uhr mit etwa 15 bis 22 Knoten. Sehr starker Pelér wirkt auf das Wasser aufwühlend, sodass untere, kältere Schichten an die Oberfläche gelangen; in diesem Fall wird der See nicht mehr ausreichend aufgewärmt, wodurch der Südwind Ora nicht entstehen kann.
Im nördlichen Bereich des Gardasees wird der Pelér von anderen Winden noch verstärkt. Ein starker Pelér beeinflusst dort wiederum die Talwinde östlich und westlich des Sees. In der Regel sorgt der Pelér für schönes Wetter, wenn er im Winter auch außerhalb seiner gewohnten Uhrzeiten auftritt, kündigt er meist einen Wetterumschwung an.